# Carlos Fuentes (Fußballspieler)
Carlos Alberto Fuentes Ramos (* 9. April 1968 in Concepción) ist ein ehemaliger chilenischer Fußballspieler. Der Innenverteidiger absolvierte drei Länderspiele und wurde auf Vereinsebene mit dem CD Cobreloa 1992 Meister. 

## Karriere

### Verein
Carlos Fuentes begann 1988 seine Profilaufbahn beim Deportes Concepción. 1992 wechselte der Defensivakteur zum CD Cobreloa, mit dem er die Meisterschaft 1992 gewann. Von 1995 bis 1998 lief er für Provincial Osorno auf. 1999 zog es ihn zurück in seine Heimatstadt und er spielte für Universidad de Concepción. Sein letztes Karrierejahr verbrachte Fuentes bei Deportes Puerto Montt.

### Nationalmannschaft
Carlos Fuentes wurde von Nationaltrainer Mirko Jozić für die drei Freundschaftsländerspiele im März 1993 nominiert. Er debütierte gegen Frankreich als Startelfspieler und stand kurz danach in zwei weiteren Spielen gegen Saudi-Arabien auf dem Feld. Dies blieben die einzigen drei Spiele in der chilenischen Nationalmannschaft für den 1,80 m großen Innenverteidiger.

## Erfolge
Cobreloa
- Chilenischer Meister: 1992